# Водосховища Дніпропетровської області
Водосховища Дніпропетровської області — водосховища, які розташовані на території Дніпропетровської області (в адміністративних районах і басейнах річок) — без «транзитних» Кам'янського, Дніпровського (Запорізького) і Каховського водосховищ .
На території Дніпропетровської області налічується — 101 водосховище, загальною площею понад — 20100 га, з повним об'ємом — 909 млн м³.

## Загальна характеристика
Територія Дніпропетровської області становить 31,9 тис. км² (5,3 % площі України).
Область повністю розташована в басейні Дніпра.
Гідрографічна мережа Дніпропетровської області включає велику річку Дніпро (261 км в межах області), а також притоки Дніпра — середні річки Оріль, Самара з притокою Вовча, Мокра Сура, Базавлук, Інгулець з притокою р. Саксагань.
В області функціонує 101 водосховище, з яких 11 водосховищ мають об'єм понад 10 млн м³, серед яких виділяється Карачунівське водосховище на р. Інгулець (повний об'єм 308,5 млн м³), що є основним джерелом господарсько-питного водопостачання м. Кривий Ріг.
Площа дзеркала важливих для Дніпропетровської області та всього водного господарства України «транзитних» Кам'янського, Дніпровського і Каховського водосховищ на р. Дніпро в межах області становить близько 102 тис. га.
Водосховища Дніпропетровської області мають велике господарське значення — вони використовуються як регулюючі ємності для цілей водопостачання, сільського і рибного господарства та зрошення. Тому необхідно приділяти надзвичайну увагу питанню якості води водосховищ.
Технічний стан більшості водосховищ задовільний, оскільки вони були збудовані за індивідуальними проектами, мають капітальні гідротехнічні споруди. В разі потреби, експлуатуючими організаціями проводяться необхідні ремонтні роботи.

## Наявність водосховищ (вдсх) у межах адміністративно-територіальних районів та міст обласного[1]Дніпропетровської області[1]
| Район, місто        | Кількість вдсх, шт. | Площа вдсх, га | Об'єм вдсх — повний, млн м³ | Об'єм вдсх — корисний, млн м³ | В оренді, шт. | В оренді, га |
| ------------------- | ------------------- | -------------- | --------------------------- | ----------------------------- | ------------- | ------------ |
| Апостолівський      | 6                   | 3050           | 142,1                       | 56,8                          | -             | -            |
| Васильківський      | 3                   | 380            | 11,0                        | 4,7                           | 1             | 80           |
| Верхньодніпровський | 3                   | 410            | 11,0                        | 190                           | -**           | -            |
| Дніпровський        | 3                   | 270            | 16,5                        | 10,3                          | 1             | 59           |
| Криворізький        | 6                   | 5180           | 331,0                       | 306,4                         | 1             | 23           |
| Криничанський       | 2                   | 230            | 6,1                         | 5,9                           | 1             | 54           |
| Магдалинівський     | 2                   | 100            | 2,4                         | 2,1                           | 1             | 61           |
| Межівський          | 1                   | 120            | 4,0                         | 3,5                           | 1             | 120          |
| Нікопольський       | 7                   | 2540           | 131,7                       | 121,8                         | 4             | 526          |
| Новомосковський     | 12                  | 980            | 18,4                        | 18,0                          | 11            | 901          |
| Павлоградський      | 9                   | 900            | 28,6                        | 25,8                          | 4             | 406          |
| Петриківський       | 2                   | 300            | 23,1                        | 22,9                          | -             | -            |
| Петропавлівський    | 7                   | 950            | 22,3                        | 19,2                          | 2             | 140          |
| Покровський         | 6                   | 410            | 13,2                        | 11,5                          | 3             | 267          |
| П'ятихатський       | 6                   | 300            | 12,1                        | 6,8                           | -             | -            |
| Синельниківський    | 6                   | 430            | 12,6                        | 10,7                          | 2             | 108          |
| Солонянський        | 5                   | 450            | 8,4                         | 6,7                           | 4             | 293          |
| Софіївський         | 5                   | 1900           | 79,7                        | 72,5                          | 2             | 134          |
| Томаківський        | 1                   | 70             | 4,6                         | 4,2                           | 1             | 70           |
| Царичанський        | -*                  | -              | -                           | -                             | -             | -            |
| Широківський        | -                   | -              | -                           | -                             | -             | -            |
| Юр'ївський          | 7                   | 540            | 17,5                        | 13,1                          | -             | -            |
| м. Кривий Ріг       | 2                   | 590            | 12,7                        | 10,3                          | -             | -            |
| Разом               | 101                 | 20100          | 909                         | 742,6                         | 39            | 3242         |

Примітки: -* — немає водосховищ на території району;
-* — немає водосховищ, переданих в оренду.
В оренді знаходиться 38 % водосховищ Дніпропетровської області, 13 % — на балансі водогосподарських організацій.

## Наявність водосховищ (вдсх) у межах основнихрайонів річкових басейнівна території Дніпропетровської області[1]
| Район річкового басейну | Кількість вдсх, шт. | Площа вдсх, га | Об'єм вдсх — повний, млн м³ | Об'єм вдсх — корисний, млн м³ | В оренді, шт. | В оренді, га |
| ----------------------- | ------------------- | -------------- | --------------------------- | ----------------------------- | ------------- | ------------ |
| Дніпра, у тому числі    | 101                 | 20100          | 909,0                       | 742,6                         | 39            | 3242         |
| р. Інгулець             | 4                   | 6330           | 388,8                       | 312,3                         | -*            | -            |
| р. Самара               | 50                  | 4370           | 121,3                       | 100,8                         | 24            | 2023         |
| Разом                   | 101                 | 20100          | 909                         | 742,6                         | 39            | 3242         |

Примітка: * — немає водосховищ, переданих в оренду.
В межах району річкового басейну Дніпра розташовано 100 % водосховищ Дніпропетровської області. В басейні р. Саксагань (притоки Дніпра) розташовано близько 50 % водосховищ області.

## Наявність водосховищ (вдсх) об'ємом понад 10млн м³ на території Дніпропетровської області[1]
| Назва водосховища, річки (басейну)                          | Місцезнаходження вдсх (населений пункт, район) | Площа вдсх, га | Об'єм вдсх — повний, млн м³ | Об'єм вдсх — корисний, млн м³ |
| ----------------------------------------------------------- | ---------------------------------------------- | -------------- | --------------------------- | ----------------------------- |
| Зеленодольське, р. Дніпро                                   | м. Зеленодольськ, Апостолівський               | 1576           | 74,4                        | 20,4                          |
| Карачунівське, р. Інгулець (р. Дніпро)                      | м. Кривий Ріг, Криворізький                    | 4480           | 308,5                       | 288,5                         |
| Південне, р. Базавлук (р. Дніпро)                           | Апостолівський, Криворізький                   | 1130           | 57,3                        | 26,5                          |
| Златоустівське СН № 2, р. Кам'янка (р. Базавлук, р. Дніпро) | с. Златоустівка, Криворізький                  | 258            | 10,6                        | 7,5                           |
| Шолоховське № 14, р. Базавлук (р. Дніпро)                   | с. Шолохове, Нікопольський, Апостолівський     | 1360           | 97,2                        | 92,2                          |
| Кам'янське СН № 3, р. Базавлук (р. Дніпро)                  | с. Ізлучисте, Софіївський                      | 361            | 16,2                        | 14,7                          |
| Миколаївське, р. Дніпро                                     | м. Марганець, Нікопольський                    | 520            | 14,9                        | 12,0                          |
| Голубе озеро, р. Дніпро                                     | с. Єлизаветівка, Петриківський                 | 241            | 21,5                        | 21,5                          |
| Баглійське (верхнє), р. Мокра Сура (р. Дніпро)              | с. Степове, Дніпровський, Криничанський        | 175            | 14,0                        | 8,7                           |
| Кресівське, р. Саксагань (р. Інгулець, р. Дніпро)*          | м. Кривий Ріг                                  | 520            | 10,1                        | 7,7                           |
| Макортівське, р. Саксагань (р. Інгулець, р. Дніпро)         | с. Макорти, Софіївський, П'ятихатський         | 1330           | 57,9                        | 53,9                          |

Примітка: * — у дужках наведено послідовність впадіння річки, на якій розташовано водосховище, у головну річку.